# تورستن مارگیس
تورستن مارگیس (انگلیسی: Thorsten Margis؛ زادهٔ ۱۴ اوت ۱۹۸۹) ورزشکار بابسلد اهل آلمان است.
وی در مسابقات کشوری و بین‌المللی در مجموع برندهٔ ۸ مدال طلا، ۱ مدال نقره شده‌است.